# Alexander Djatschenko (Radsportler)
Alexander Igorewitsch Djatschenko (russisch Александр Игоревич Дьяченко; * 17. Oktober 1983) ist ein ehemaliger kasachischer Radrennfahrer.

## Sportliche Laufbahn
Alexander Djatschenko begann seine Karriere 2004 bei dem kasachischen Radsportteam Capec. In seinem zweiten Jahr wurde er Etappendritter bei der Japan-Rundfahrt und Dritter beim Grand Prix Jamp. 2006 schaffte er es auch bei der Tour of Qinghai Lake zweimal aufs Podium. In der Saison 2007 belegte Djatschenko in der Gesamtwertung der Japan-Rundfahrt den dritten Rang und er wurde kasachischer Meister im Zeitfahren. 2012 wurde er bei der Presidential Cycling Tour of Turkey Zweiter auf der Königsetappe und in der Gesamtwertung. Später wurde der Sieger Iwajlo Gabrowski wegen Dopings gesperrt und Djatschenko wurden die Siege zugesprochen.
2013 wurde Djatschenko kasachischer Meister im Straßenrennen. 2015 beendete er seine Radsportlaufbahn.

## Erfolge
2007
- Kasachischer Meister – Einzelzeitfahren
- eine Etappe Bulgarien-Rundfahrt

2012
- Gesamtwertung und eine Etappe Presidential Cycling Tour of Turkey

2013
- Kasachischer Meister – Straßenrennen

## Grand-Tour-Platzierungen
| Grand Tour            | 2010 | 2011 | 2012 |
| --------------------- | ---- | ---- | ---- |
| Giro d’ItaliaGiro     | DNF  | 110  | 119  |
| Tour de FranceTour    | –    | –    | –    |
| Vuelta a EspañaVuelta | 31   | 101  | 137  |

## Teams
- 2004 Capec
- 2005 Cycling Team Capec
- 2006 Cycling Team Capec
- 2008 Ulan
- 2009 Astana
- 2010 Astana
- 2011 Pro Team Astana
- 2012 Astana Pro Team
- 2013 Astana Pro Team
- 2014 Astana Pro Team
- 2015 Astana Pro Team